# تیمو سوسلو
تیمو سوسلو (استونیایی: Timo Suslov؛ زادهٔ ۲ ژوئیهٔ ۱۹۸۱) سیاستمدار و افسر پلیس اهل استونی است.
او در تالین به دنیا آمد. در سال ۲۰۰۴ از آکادمی علوم امنیتی استونی فارغ‌التحصیل شد. سوسلو عضو مجلس استونی است.